# Igreja de Santa Catarina (Calheta)

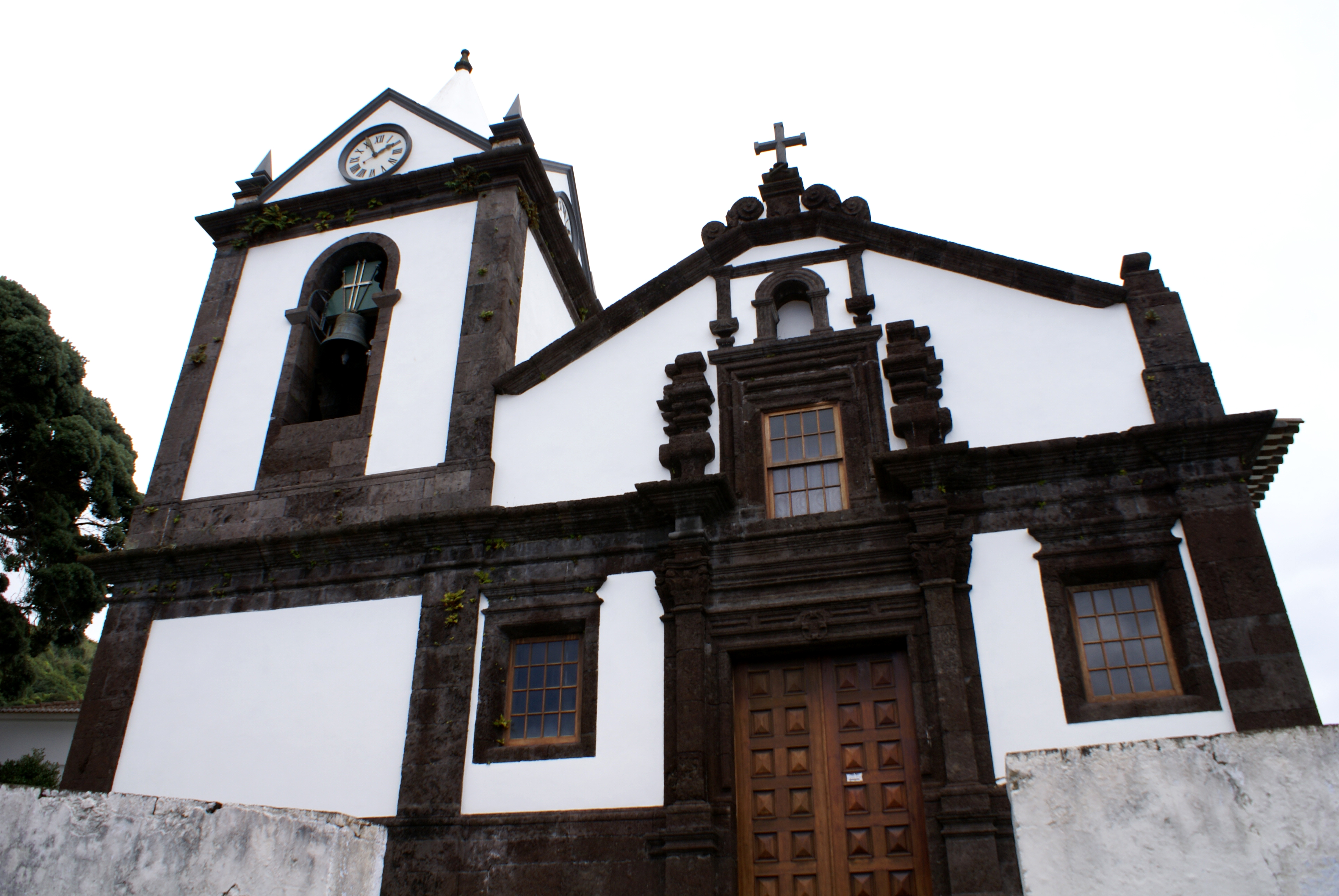
Igreja de Santa Catarina, fachada.

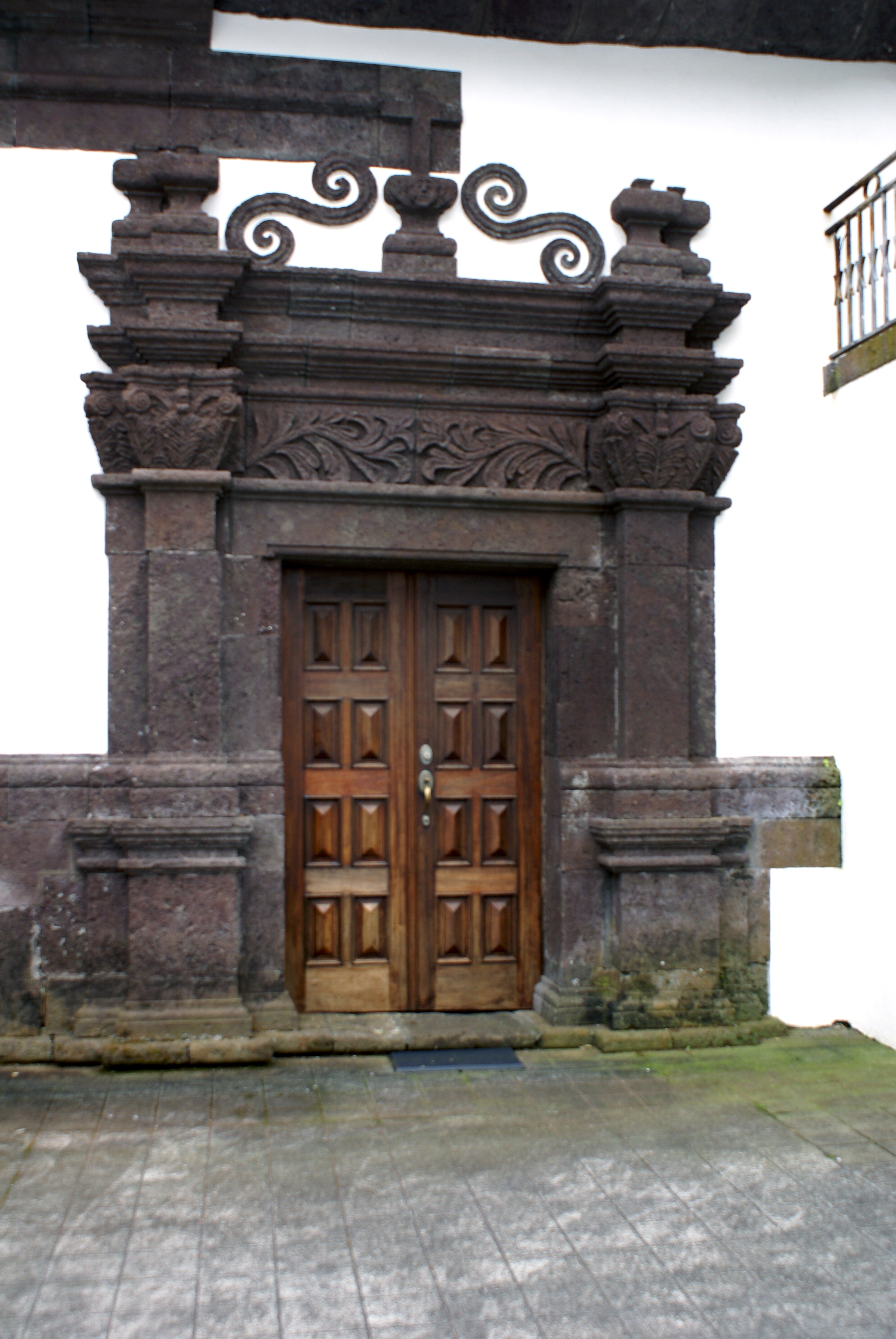
Igreja de Santa Catarina, porta lateral, magnifico trabalho em basalto.

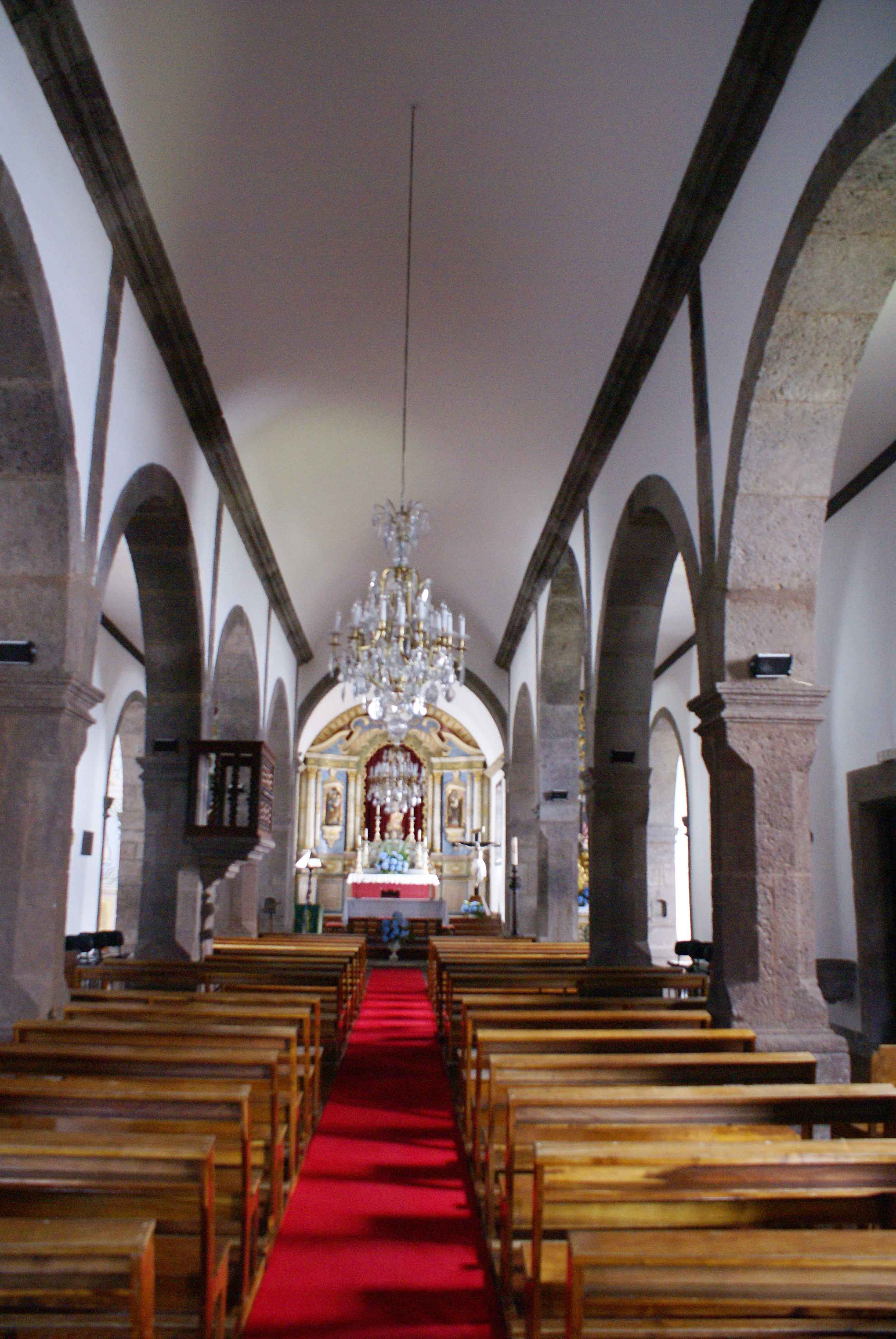
Igreja de Santa Catarina, nave central.

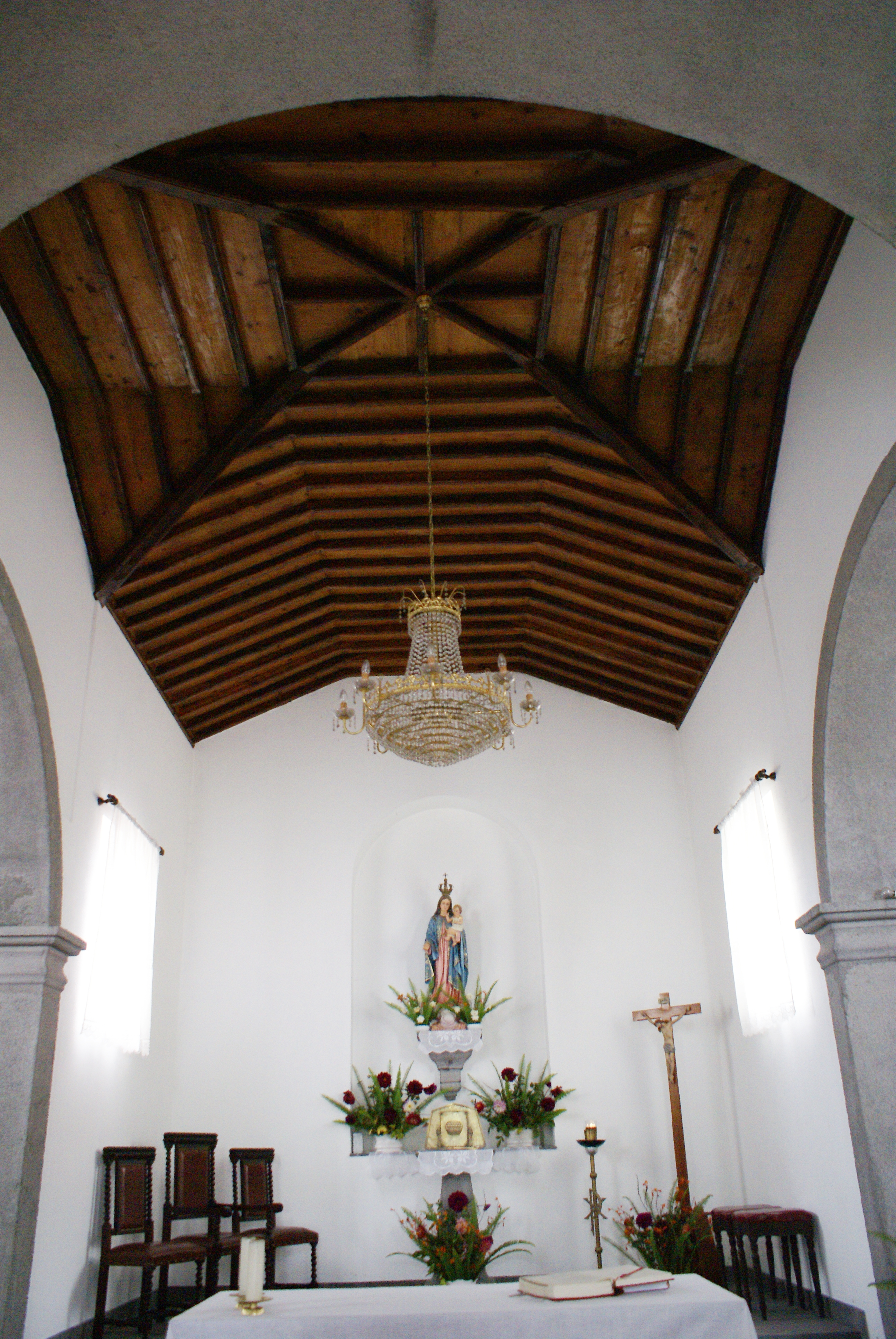
Igreja de Santa Catarina, interior.

A Igreja de Santa Catarina é uma igreja portuguesa localizada na vila e concelho da Calheta, ilha de São Jorge, arquipélago dos Açores.
Esta actual igreja Matriz da vila da  Calheta na Ilha de São Jorge, é de construção posterior, a 1639, pois a 8 de Janeiro desse ano, um  grande incêndio destruiu a primeira que remontava ao século XVI.
O cronista micaelense Frei Agostinho de Monte Alverne (OFM) descreve esse incêndio, dizendo que tudo se queimara à excepção do Corporal e da Hóstia Consagrada. Daqui o compromisso da Câmara Municipal da Calheta, em 1664, de comemorar o acontecimento, com procissão, missa cantada e sermão. Os encargos com essa comemoração seriam assegurados nos testamentos do Capitão-mor Bartolomeu Pereira e do seu neto, o Padre José Soares de Sousa.
Até 1664, a igreja Matriz, não teve baptistério, porquanto só nesse ano o levantamento do mesmo foi ordenado pelo visitador Padre António Pires de Serpa.
Após aquele incêndio; a igreja construída em substituição foi levantada em sitio  menos  exposto ao mar e onde anteriormente tinha havido uma capelinha de Santa Catarina destruída por uma erupção vulcânica. É de supor que tal construção se iniciasse ainda no meado do século XVII, porque as obras levadas a efeito foram de rectificação, devendo então o frontispício do templo ter avançado alguns metros. Nessas, obras, houve  a preocupação de tornar o adro com dimensões bastantes para procissões em volta do templo.
Demoraram as mesmas muitos anos, só ficando completas no ano de 1763.
A torre apresenta um relógio de quatro mostradores.
no seu interior destaca-se a Capela-mor em talha dourada, as imagens da sua padroeira; uma de escultura primitiva do século XVI e outra do século XVII e um valioso condelabro.
São ainda de dignos de nota os seus portões em cantaria, decorados ao gosto do barroco açoriano.
Corria o ano de 1980 outro grande terramoto que desta vez afectou várias ilhas dos Açores e causou na ilha Terceira praticamente a destruição da cidade de Angra do Heroísmo, (permitindo no entanto a reconstrução desta cidade de modo exemplar ao ponto de Angra ter sido considerada Património Mundial) da UNESCO, voltou a igreja de Santa Catarina a ser danificada seriamente.
Novamente foram necessárias obras de restauro e o templo só voltou a abrir ao culto em 1991.
Num patamar dos degraus que existem nas traseiras da igreja foi construído o Império do Espírito Santo da Calheta.